# Борисов, Эдуард Валентинович
Эдуа́рд Валенти́нович Бори́сов (род. 3 февраля 1934) — советский боксёр первой средней весовой категории, выступал за сборную СССР в середине 1950-х годов. Участник летних Олимпийских игр в Мельбурне, победитель и призёр трёх национальных первенств, участник многих международных турниров и матчевых встреч. На соревнованиях представлял РСФСР, мастер спорта СССР (1956).

## Биография
Родился 3 февраля 1934 года.
Активно заниматься боксом начал под впечатлением от фильма «Первая перчатка» в возрасте двенадцати лет, проходил подготовку под руководством заслуженного тренера Георгия Джерояна. Первого серьёзного успеха на ринге добился в 1954 году, когда, выступая в первом среднем весе, занял третье место на взрослом первенстве СССР. Год спустя был серебряным призёром, а ещё через год стал чемпионом — одолел всех соперников на I летней Спартакиаде народов СССР, которая шла в зачёт национального чемпионата.
Благодаря череде удачных выступлений в 1956 году Борисов удостоился права защищать честь страны на летних Олимпийских играх в Мельбурне, возлагал на этот турнир большие надежды, однако в первом же матче потерпел поражение по очкам от чемпиона Европы из Англии Николаса Гаргано, который в итоге получил бронзовую олимпийскую медаль. Вскоре после этих соревнований Эдуард Борисов принял решение завершить карьеру спортсмена и покинул сборную. Всего в любительском олимпийском боксе он провёл 114 боёв, из них 97 окончил победой.
После завершения боксёрской карьеры работал заведующим литературного отдела в спортивном журнале, а затем преподавателем в МГТУ имени Н. Э. Баумана, в частности, занимал должность заместителя заведующего кафедрой физического воспитания по научной работе. Занимался подготовкой методических материалов, в 1964 году вышла его научно-популярная книга «Как стать сильным».